# Mimohammus
Mimohammus is een kevergeslacht uit de familie van de boktorren (Cerambycidae). De wetenschappelijke naam van het geslacht werd voor het eerst geldig gepubliceerd in 1911 door Aurivillius.

## Soorten
Mimohammus omvat de volgende soorten:
- Mimohammus biplagiatus Breuning, 1950
- Mimohammus flavescens Aurivillius, 1911